# Terry Frost
Sir Terence Ernest Manitou Frost RA (* 13. Oktober 1915 in Leamington Spa; † 1. September 2003 in Hayle, Cornwall) war ein britischer Maler.

## Leben
Nachdem Terry Frost im Alter von 14 Jahren die Schule verlassen hatte, begann er in einer Fahrradhandlung zu arbeiten. 1939 trat er der Armee bei und wurde 1941 auf Kreta in Kriegsgefangenschaft genommen. In einem bayrischen Gefangenenlager porträtierte er seine Mitgefangenen auf Polsterbezügen. Nachdem der Krieg zu Ende war, heiratete Terry Frost und ließ sich in dem bekannten Künstlerdorf St. Ives in Cornwall  nieder, wo er bis zu seinem Tod ein Atelier hatte. Nach Kursen an der St. Ives School of Painting  zog er 1947 nach London, um an der Camberwell School of Arts zu studieren, wo er bis 1950 blieb. 1949 malte er mit Madrigal (heute Leamington Spa Museum and Art Gallery) sein erstes abstraktes Bild.
1951 wurde er in St. Ives Assistent der Malerin Barbara Hepworth. Ab 1952 unterrichtete Frost an verschiedenen Kunstschulen und Universitäten (darunter der Akademie der Künste Zypern), bis er 1977 zum Professor für Malerei an der Universität Reading bestellt wurde. 1992 wurde er in die Royal Academy of Arts aufgenommen, und 1998 von Königin Elisabeth II. geadelt.
Terry Frost war ein abstrakter Künstler. In seinen Gemälden finden sich immer wieder Boots- und Fischermotive – Terry Frost lebte über ein halbes Jahrhundert am Meer.